# مدني عبادي
مدني محمد عبادي موسيقار وعازف قانون و عود سعودي، وهو أحد رواد الموسيقى السعودية إلى جانب الفنان محمد علي سندي و عبدالله محمد وفنانين الجيل الاول من رواد الأغنية السعودية ومنهم الفنان جميل محمود و الموسيقار عمر كدرس وطارق عبد الحكيم.
بدأ ظهوره الإعلامي اواخر السبعينات الميلادية، وهو مستمر في نشاطه الفني حتى الوقت الحاضر. يتقن مدني عبادي المقامات والدانات المتنوعة، كمقام الحجاز والبنجكة والسيكاه والحراب، والحسيني والجهاركاه، وهو مهتم بحفظ التراث الحجازي الغنائي. كانت له مشاركات في برنامج التراث الشعبي "وتر وسمر"، الذي كان يقدمه الفنان جميل محمود في 1980م - 1400هـ .

## مسيرته
- ولد في المدينة المنورة، متزوج ويحمل شهادة البكالوريوس في إدارة الأعمال.[3]
- حاصل على شهادة الدكتوراه الفخرية من المركز المصري السعودي للسلام العالمي بالقاهرة. رافق عدداً من كبار الفنانين السعوديين في الحفلات والمناسبات العامة والخاصة، كمحمد عبده. كما عاصر الفنانين السعوديين القدماء أمثال سعيد أبو خشبة، حسن جاوه، عبد الله محمد، وعبد الرحمن مؤذن، والمعاصرين كطلال مداح وهو أحد من تتلمذ مدني على أيديهم.[1]
- عمل مدققاً للحسابات في شركة أرامكو السعودية.[4]

## المشاركات الفنية
- شارك في مهرجان الأغنية العربي الخامس في سوريا عام 1980م.
- شارك في مهرجان الأغنية العربي الثاني في العراق عام 1985م.
- شارك في مهرجان تستور في تونس عام 1981م.
- شارك مع الفنان محمد عبده والفنان عبد الله رشاد والفرقه الشعبية في الإكسبو في فانكوفر بكندا عام 1986م.[4]

## ألحانه
| الأغنية                | كلمات             | الفنان              | المصدر |
| ---------------------- | ----------------- | ------------------- | ------ |
| لا تعلمني ولا تكذب علي | بدر بن عبد المحسن | عبد المجيد عبد الله | [ 5 ]  |
| يا بعيد الدار          | ياسين سمكري       | عبادي الجوهر        |        |
| يا وطن غالي علينا      |                   | علي عبد الكريم      |        |
| سمعت صوت الوتر         |                   | عبد الله رشاد       |        |
| أوبريت الجنوب          | حسين جبران        | محمد عمر صالح خيري  |        |
| يا شمعة المجلس         | ياسين سمكري       | محمد عمر            |        |
| يسعد لي ياك            |                   | سمية بعلبكي         |        |
| أنا جيت اشهّد عليك      |                   | سمية بعلبكي         | [ 4 ]  |

## التكريم
- كرم في مهرجان «وتريات» الذي نظمته جمعية الثقافة والفنون في الدمام عام 2019م.[6]
- كرمته جمعية الثقافة والفنون في جدة عام 2021م.[7]

## روابط خارجية
- مدني عبادي .. قصة عازف القانون الأشهر في السعودية